# Артур Млоян
Артур Млоян — український письменник, художник і кінорежисер. 

## Фільмографія
| Рік  | Назва        | Обов’язки                     |
| ---- | ------------ | ----------------------------- |
| 2012 | «Ксенофілія» | актор                         |
| 2012 | «Ключ»       | режисер, сценарист            |
| 2021 | Клопіт       | сценарист, оператор, монтажер |